# Joan Vollmer
Joan Vollmer, właśc. Joan Vollmer Adams lub Joan Vollmer Burroughs (ur. 4 lutego 1924, zm. 6 września 1951 w Meksyku) – związana z ruchem Beat Generation partnerka Williama S. Burroughsa.
Zmarła wskutek postrzelenia w głowę przez Burroughsa, który miał celować z rewolweru do postawionej na jej głowie szklanki z ginem.